# Pod Górą (Zakącie)
Pod Górą – część wsi Zakącie w Polsce położona w województwie mazowieckim, w powiecie garwolińskim, w gminie Garwolin.
Pod Górą należy do rzymskokatolickiej parafii św. Izydora w Marianowie.
W latach 1975–1998 Pod Górą administracyjnie należało do województwa siedleckiego.